# River (Eminem)
River is een nummer van de Amerikaanse rapper Eminem uit 2017, ingezongen door de Britse zanger Ed Sheeran. Het is de tweede single van Eminems negende studioalbum Revival.
Het nummer gaat over een relatie waarin een man en zijn vriendin allebei vreemdgaan. De man begint ermee en de vrouw ontdekt dat, waarna ze wraak neemt door vreemd te gaan met de ik-figuur in het nummer. Ze wordt zwanger van de ik-figuur en pleegt uiteindelijk abortus. In de Amerikaanse Billboard Hot 100 behaalde het de 11e positie, in de Mega Top 50 de 5e positie, in de Nederlandse Top 40 de 3e positie en in de Vlaamse Ultratop 50 de 12e.